# Ben Diogaye Bèye
Pour les articles homonymes, voir Bèye.
Ben Diogaye Bèye est un réalisateur sénégalais, né en 1947 à Dakar (Sénégal).

## Biographie
Après avoir été journaliste et animateur radio, Ben Diogaye Bèye a commencé dans le cinéma comme aide-réalisateur avec Djibril Diop Mambéty, Momar Thiam et Axel Lohman. Il réalise des courts-métrages dont Samba-Tali en 1975 qui est récompensé l’année suivante aux Journées cinématographiques de Carthage.
En 1980, son premier long-métrage, Sey Seyti porte sur la polygamie au Sénégal. Il est récompensé au Fespaco en 1981. Son film Un amour d'enfant est primé au Fespaco en 2005.
Il est l'auteur d'un roman, Le rêve de Latricia, publié en 2012.

## Filmographie
- 1975 : Les Princes noirs de Saint-Germain-des-Prés (14 minutes)
- 1975 :Samba-Tali (Le Gosse de la rue, 15 minutes)
- 1980 : Sey Seyti (Un homme, des femmes, 77 minutes)
- 1981 : Le train du cœur (documentaire,
- 1996 : Moytuleen ! (13 minutes)
- 2003 : Un amour d'enfant (102 minutes)
- 2009 : Dakar, la rue… publique, moyen métrage documentaire